# ادوارد لین (بازیکن فوتبال)
ادوارد لین (انگلیسی: Edward Lane؛ زادهٔ ۱۹۰۸) بازیکن فوتبال است.
از باشگاه‌هایی که در آن بازی کرده‌است می‌توان به باشگاه فوتبال کاردیف سیتی اشاره کرد.